# Eriobotrya cavaleriei
Eriobotrya cavaleriei är en rosväxtart som först beskrevs av H. Lév., och fick sitt nu gällande namn av Alfred Rehder. Eriobotrya cavaleriei ingår i släktet eriobotryor, och familjen rosväxter. Inga underarter finns listade i Catalogue of Life.